# Encinal (New Mexico)
Encinal ist ein Dorf im Cibola County im US-Bundesstaat New Mexico. Das Dorf liegt im Laguna-Indianerreservat. Das U.S. Census Bureau hat bei der Volkszählung 2020 eine Einwohnerzahl von 207 ermittelt. Die Fläche beträgt 35,1 km². Encinal liegt am New Mexico Highway 124 zwischen Paraje und Laguna.